# Francesco Loi
Francesco Emanuele Giovanni Loi (* 25. Februar 1891 in Cagliari; † 9. März 1977 in Modena) war ein italienischer Turner und zweifacher Olympiasieger.
Bei den Olympischen Sommerspielen 1912 in Stockholm gewann er mit dem italienischen Team den Mannschaftsmehrkampf. Acht Jahre später bei den Spielen in Antwerpen konnte er diesen Erfolg wiederholen. Loi nahm nie an olympischen Einzelwettkämpfen teil.